# إي-40
إيرل ستيفنس (Earl Stevens) (بالإنجليزية: E-40) و يعرف أكثر باسمه المستعار E-40.هو مغني راب وممثل أمريكي من مواليد 15 نوفمبر 1967.

## روابط خارجية
- إي-40 على موقع IMDb (الإنجليزية)
- إي-40 على موقع ألو سيني (الفرنسية)
- إي-40 على موقع ميوزك برينز (الإنجليزية)
- إي-40 على موقع ميوزك برينز (الإنجليزية)
- إي-40 على موقع أول موفي (الإنجليزية)
- إي-40 على موقع إن إن دي بي (الإنجليزية)
- إي-40 على موقع أول ميوزيك (الإنجليزية)
- إي-40 على موقع ديسكوغز (الإنجليزية)
- إي-40 على موقع ديسكوغز (الإنجليزية)
- إي-40 على موقع قاعدة بيانات الفيلم (الإنجليزية)